# Art Of Fighters
Art Of Fighters je talijanska Hardcore techno skupina osnovana 1997. u Bresciji, Italija. Još su poznati i kao Meccano Twins (od 2003.) i Space Invaders (2003. – 2005.). Izvorni članovi ove skupine su: Cristian Nardelli, Matteo Pitossi i Luca Lorini.

## Djelovanje
Nakon tri godine vježbanja na FastTrackeru, uz pomoć dvojca The Stunned Guys, u prosincu 1999. je objavljena njihova prva ploča The Beat Can't Change. 2001. njihova druga ploča Artwork se pojavila u trgovinama koja ih je sigurno stavila za zemljovidima hardcorea. Krajem 2002., skupina odlučuje napustiti korištenje FastTrackera kojega će zamijeniti s profesionalnijim alatima i par mjeseci poslije te promjene, bit će objavljena njihova četvrta ploča Earthquake.
To je bio veliki uspjeh; izdanje su puštala mnoga velika imena svih naroda. Zahvaljujući tome i njihovim sjajnim nastupima uživo, Art Of Fighters su pitani za nastupe u nekim od glavnih zabava u Europi: "Hardcore Nation" (Italija), "Resurreqtion" (Nizozemska), "Hardcore Gladiators" (Njemačka), "Street Parade" (Švicarska), "Masters of Hardcore" (Italija), "Evolution" (Švicarska), "SummerRave" (Španjolska), "Rave The Universe" (Italija), "Death Experience" (Austrija), "Goliath" (Švicarska), "Navigator" (Nizozemska) i "Hard Halloween" (Španjolska).
Tada su nastupali u Sydneyju, Brisbaneu, Adelaideu, Quebecu, Moskvi, Los Angelesu (dva puta), Škotskoj, Danskoj i mnogim drugim gradovima, posebno u Nizozemskoj gotovo na 2 ili 3 zabave po vikendu. Krajem 2007. objavljen je njihov prvi CD album AOF. Dvostruki CD sadrži 28 pjesama, a prodan je u samo nekoliko tjedana. Nakon objavljivanja prvog CD albuma, Matteo je odlučio napustiti skupinu, no bez obzira na to, Art Of Fightersi i dalje stječu veliku slavu. Dvojac najavljuje snimanje novih pjesama.

## Meccano Twins
Njihov projekt Meccano Twins nastao je 2003. Ideja je bila stvoriti različite vrste hardcorea, "krvarenja" mainstream stila zajedno s darkcoreom i više podzemne elektroničke glazbe, bez gubitka vibracije i moći standardne hardcore glazbe. 2005. su počeli upravljati umjetničkim dijelom diskografske kuće TRSE (Traxtorm Records Sinful Edition), pomicajući tako diskografsku kuću na drugu razinu. 2007. godine, Cristian je održao projekt kao samostalni izvođač sve do svibnja 2010. kada se projektu pridružio talijansko-španjolski DJ i producent José Sendra.

## Vanjske poveznice
- Art Of Fighersi na Traxtormu
- Art Of Fighters MySpace
- Art Of Fighters diskografija
- Meccano Twins diskografija